# Pikoliny

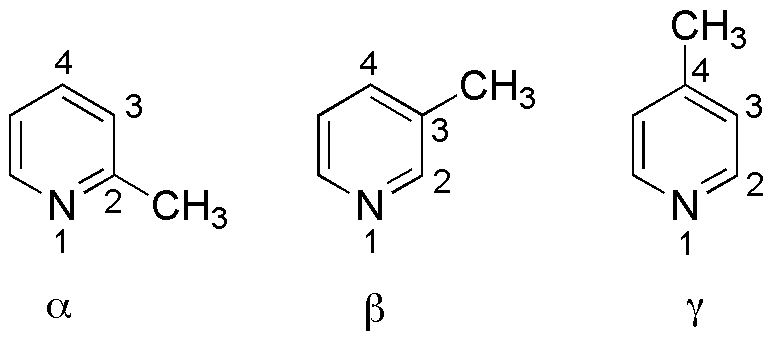
Trzy izomery metylopirydyny

Pikoliny (metylopirydyny) – trzy izomeryczne organiczne związki chemiczne z grupy heterocyklicznych amin o wzorze CH
3−C
5H
4N. Są to monometylowe pochodne pirydyny, różniące się pozycją podstawnika metylowego (α, β lub γ).
| Nazwy                                       | numer CAS | t. topn. (°C) | t. wrz. (°C) | pKBH+ | Wzór strukturalny |
| ------------------------------------------- | --------- | ------------- | ------------ | ----- | ----------------- |
| α-pikolina, orto-pikolina, 2-metylopirydyna | 109-06-8  | −69,9         | 128          | 5,96  | α-pikolina        |
| β-pikolina, meta-pikolina, 3-metylopirydyna | 108-99-6  | −18           | 144          | 5,63  | β-pikolina        |
| γ-pikolina, para-pikolina, 4-metylopirydyna | 108-89-4  | 3             | 145          | 5,98  | γ-picoline        |

Numer CAS dla pikoliny o niesprecyzowanej strukturze to 1333-41-1. W temperaturze pokojowej wszystkie pikoliny są cieczami.
Przez reakcję utleniania przechodzą w kwasy pirydynokarboksylowe (kwas nikotynowy i jego izomery). Są wyodrębniane ze smoły węglowej lub otrzymywane syntetycznie, np. w reakcji amoniaku z aldehydem akrylowym. Wobec silnej zasady, np. butylolitu lub LDA, 2-pikolina i 4-pikolina ulegają deprotonowaniu w grupie metylowej z wytworzeniem anionów C
5H
4NCH−
2.

## Zastosowanie
Służą jako surowiec w wielu syntezach organicznych, rozpuszczalniki oraz do skażania denaturatu.